# Christopher Michelsen
Christopher Michelsen eller Christoffer Mikkelsen (død 1556) var en dansk teolog, der i 1551 var ansat som læsemester ved Sankt Knuds Kirke i Odense. Her skabte han opstandelse, da han sammen med præsten Laurids Helgesen kom i strid med præsterne i Sankt Knuds Kloster. Biskop Jørgen Jensen Sadolin forsøgte at mægle i striden, men det medførte, at Helgesen beskyldte Sadolin for at have katolske anskuelser (papisme). Michelsen og Helgesen var markante figurer i døberbevægelsen, der dog aldrig fik større gennemslagskraft i Danmark. De to teologer blev derpå anklaget for landemode med tilstedeværelse af kong Christian 3., og her fornærmede Michelsen kongen, idet han sagde, at det havde været bedre, hvis kongen havde ladet alle klostre jævne med jorden end at frede munkevæsenets levninger.
Derefter blev Michelsen stillet over for valget mellem at undskylde over for biskoppen eller at gå i fængsel. Han valgte det sidste og blev indsat i Sorø Klosterfængsel i 1552. Her døde han få år senere.